# U.S. Route 75
La U.S. Route 75 è una strada statunitense a carattere nazionale che corre da nord a sud. Il termine settentrionale dell'autostrada è a Noyes (MN), al confine col Canada, al di là del quale continua come Manitoba Highway 75. Comunque non è possibile attraversare il confine in quel posto.
Il suo termine meridionale è a Dallas (TX), all'intersezione coll'Interstate 30 e l'Interstate 45, dove cambia nome in Central Expressway.
È parallela alla U.S. Route 59 per quasi tutto il suo percorso, ma in Texas cambia nome in Eastex Freeway.
La Route 75 andava dal confine canadese al Golfo del Messico a Galveston (TX), ma il tratto a sud di Dallas è stato messo fuori uso in favore dell'Interstate 45.